# Assemblea della Repubblica (Cipro del Nord)
L'Assemblea della Repubblica (in turco: Cumhuriyet Meclisi) è il parlamento unicamerale della Repubblica Turca di Cipro del Nord.

## Storia
L'Assemblea nacque nel 1983, e il primo presidente fu Netaj Konjuk.
Le prime elezioni dell'Assemblea si sono tenute nel 1985 e hanno visto la vittoria del Partito di Unità Nazionale (UBP).

## Elezioni
Le elezioni dell'Assemblea si tengono ogni 5 anni con il metodo D'Hondt.
Tutti e 50 i parlamentari vengono eletti da 6 collegi elettorali:
| Distretto  | N° di parlamentari |
| ---------- | ------------------ |
| Lefkoşa    | 16                 |
| Gazimağusa | 13                 |
| Girne      | 9                  |
| İskele     | 6                  |
| Güzelyurt  | 4                  |
| Leuka      | 2                  |
| Totale     | 50                 |